# Tesoura Mayo
Tesoura Mayo é um tipo de tesoura cirúrgica, geralmente usada no corte das fáscias.

## Etimologia
A tesoura mayo foi desenvolvida pelos cirurgiões da Clínica Mayo.

## Descrição
A tesoura Mayo pode ser feita a partir de aço inoxidável ou titânio, sendo a de aço significativamente mais barata do que a de titânio. Está disponíveis em tamanho padrão ou extra-longa. Geralmente medem entre 150 e 170 mm de comprimento.

## Tipos de tesoura Mayo
Podem ter as lâminas rectas ou curvas, cada uma dos quais é particularmente adequado para cirúrgicas específicas, incluindo para cirurgias veterinárias e pediátricas.
- Lâmina reta: são projetados para cortar os tecidos do corpo próximos à superfície de uma ferida. Também são utilizadas para o corte de suturas.
- Lâmina curva permite a penetração mais profunda na ferida do que as retas. Serve para cortar tecidos grossos, como aqueles encontrados nos músculos torácicos, útero e membros.